# Morten Resen
Morten Resen (født 13. september 1978), er en dansk tv-vært på TV 2 og har siden starten af 2007 været vært på Go' Morgen Danmark.
Resen blev sproglig student fra Helsinge Gymnasium i 1997 og tog derefter en Diplomuddannelse i Analytisk Journalistik fra Danmarks Journalisthøjskole og Syddansk Universitet.
Han startede som 19-årig på P3 og lavede her mange forskellige programmer samt enkelte programmer til DR. Bl.a.:
- Katapult (P3)
- Strax (P3)
- Børneradio (P3)
- Mig og Morten Resen (P3)
- Verdens Bedste Formiddag (P3)
- Endelig fredag (DR1)
- DRs store juleshow (DR1).

Har også lavet partilederrunde og samtaleprogrammer med bl.a. Anders Fogh Rasmussen, Mads Mikkelsen og Anja Andersen.
Fra 2007 var han vært på Go' Morgen Danmark.
I 2012 var Resen vært i tv-programmet Voice - Danmarks største stemme på TV 2.